# Ricardo José Moutinho Chéu
Ricardo José Moutinho Chéu conhecido por Ricardo Chéu é um treinador de futebol português nascido em 14 de maio de 1981 na Cidade de Vila Nova de Foz Côa. Atualmente treina o clube angolano Petro de Luanda que joga no Girabola, principal competição de Angola.

## Carreira
A primeira equipa de seniores orientada por Chéu foi o Mirandela que evolui no escalão do campeonato nacional de séniores série A.
Ainda nessa época 2013-2014,  integrou o departamento técnico do Académico de Viseu na qualidade de treinador.
Durante a temporada 2014-2015, Ricardo Chéu treinou o Penafiel e tornou-se o treinador mais novo dos campeonatos profissionais.
Ricardo Chéu chegou ao Académico de Viseu a meio da época passada para substituir o antigo treinador.
Em 2015-2016 após 28 jogos, deixou o Académico no 12.º lugar do campeonato da II Liga, com 37 pontos.
Posteriormente passou pelo Freamunde e pelo U.Madeira.